# 王觀光
王观光，字子开，福建晉江縣人，明朝政治人物、進士出身。

## 生平
萬曆四十年（1612年）壬子科福建鄉試舉人，天启五年（1625年），登乙丑进士，授舒城知縣，迁刑部主事，升常州府知府，起补荆州府知府，因病乞求辭職。唐王时，起户部右侍郎兼吏、礼、兵部事，不久歸鄉，著有《紫云制义》。